# Terebra
Terebra is een geslacht van gastropode weekdieren uit de klasse van de Gastropoda (slakken).

## Soorten
Voor de volledige soortenlijst zie: World Register of Marine Species.